# The Ringer - L'imbucato
The Ringer - L'imbucato (The Ringer) è un film del 2005 diretto da Barry W. Blaustein e prodotto dai fratelli Farrelly.

## Trama
Steve è un impiegato che viene promosso e, come prima mansione nel nuovo ufficio, ha quella di licenziare l'uomo delle pulizie. Esegue l'incarico, ma il senso di colpa lo induce ad assumerlo subito dopo come giardiniere. Un incidente sul lavoro però causa al giardiniere l'amputazione di tre dita, così Steve deve raccogliere il denaro per pagare un intervento di chirurgia ricostruttiva.
Intanto anche Gary, lo zio di Steve, è pieno di debiti per varie scommesse. Zio e nipote decidono così di architettare un piano per vincere dei soldi: Steve, sfruttando la sua velocità da ex-atleta e le sue doti di attore, si finge mentalmente disabile per partecipare alle Special Olympics, mentre lo zio punta sulla sua vittoria.